# Konrad von Preysing
Johann Konrad Augustin Maria Felix Graf von Preysing-Lichtenegg-Moos, ou Konrad Graf von Preysing ou apenas Konrad von Preysing (Castelo de Kronwinkl, Landshut, Baixa Baviera, 30 de agosto de 1880 — Berlim, 21 de dezembro de 1950) foi bispo da diocese de Eichstätt e depois bispo de Berlim, de 1935 até a sua morte, e Cardeal da Igreja Católica, em 1946, criado pelo Papa Pio XII.

## Biografia
Konrad Graf von Preysing nasceu no Castelo de Kronwinkel, próximo a Munique, filho de Kaspar von Preysing e sua esposa Hedwig von Walterskirchen. Seus irmãos Albert e Joseph também se tornaram sacerdotes. Preysing estudou em Landshut no gymnasium antes de ingressar na Universidade de Munique em 1898. Após ter estudado na Universidade de Würzburgo de 1901 a 1902, abandonou a carreira diplomática pela vida enclesiástica na Igreja Católica. Obteve então o Doutorado em Teologia em 1913 na Faculdade de Innsbruck, onde ingressou em 1908.

## Vida religiosa
Preysing foi ordenado sacerdote em 29 de julho de 1912 servindo então como secretário particular do Cardeal von Bettinger, Arcebispo de Munique e Frisinga, até 1916. Como secretário do cardeal, assistiu ao conclave de 1914 que elegeu o Papa Bento XV.
Realizou o trabalho pastoral na Arquidiocese de Munique e Frisinga de 1916 a 1932. Feito cônego do Capítulo da Catedral em 1 de abril de 1928 e Camareiro Honorário de Sua Santidade, em 15 de maio de 1914.
Em 9 de setembro de 1932 foi indicado Bispo de Eichstätt por Pio XI. Recebeu sua ordenação episcopal em 28 de outubro das mãos do Arcebispo Jacobus von Hauck e dos Bispos Matthias Ehrenfried e Sigmund Ow-Felldorf como co-consagrantes na Catedral de Eichstätt.
Preysing finalmente foi nomeado bispo de Berlim em 5 de julho de 1935 e empossado em 31 de agosto seguinte. Severo e inflexível oponente do nazismo, disse: "Caimos nas mãos de criminosos e loucos", quando o Partido Nacional-Socialista dos Trabalhadores Alemães tomou o poder. Preysing admitiu mais tarde que Hans Globke tinha se tornado funcionário do Ministério Federal do Interior através do episcopado alemão a fim servir como um agente para "movimento alemão de resistência".
Em 1940 Preysing determinou que orações fossem oferecidas em todas as igrejas de sua diocese por trinta clérigos de confissão luterana que haviam sido presos na Prússia.
O Papa Pio XII o criou cardeal com o título de Cardeal-presbítero titular de Santa Ágata dos Góticos no consistório de 18 de fevereiro de 1946, o então Bispo Roncalli, núncio apostólico na França deu-lhe a quantia necessária para a viagem a Roma. Na cerimônia quando um outro novo cardeal comentou que os seus chapéus cardinalícios seriam suspensos nas suas catedrais seguindo suas mortes, Preysing respondeu: "Sua Eminência esquece que eu não tenho telhado.", é que a sua Catedral de Santa Edwiges havia sido bombardeada durante a II Guerra Mundial. 
O prelado alemão depois fez denúncias contra o Partido Comunista Alemão que em retaliação o chamou de "gladiador do imperialismo americano".
Preysing faleceu em Berlim com a idade de 70 anos. Foi enterrado no Cemitério de Santa Edwiges em Berlim em 28 de dezembro de 1950, em 12 de fevereiro de 1968 seu corpo foi transferido para cripta da Catedral de Santa Edwiges, onde permanece.